# Colocleora delphinensis
Colocleora delphinensis là một loài bướm đêm trong họ Geometridae.